# 中島由香利
中島 由香利（なかじま ゆかり、1989年〈昭和64年〉1月7日 - ）は、音楽&ダンスユニット・hy4_4yhのメンバー。東京都出身。グラビアアイドル、舞台女優としての活動時期もあった。

## 略歴・人物
昭和最後の日に生まれた人物として知られる。
ミュージカル集団・東京メッツの一員として、ミュージカルの舞台で活躍。同劇団後期にはグラビアアイドルとして、デジタル写真集にも出演する。また、中高生アイドルユニット・ピチピチパニックの一員でもあった。
東京メッツ解散後、ソロでのデジタル写真集などで活動。
現在は同様に音楽とダンスを愛する少女たちと共に音楽&ダンスユニット「YO_OY」（ヨーヨ）を結成（後にhy4_4yh（ハイパーヨーヨ）に改名）し、現在でも活動中。hy4_4yhの現リーダーである。
趣味は書道、人見学。チョコレートが大好物である。
なお以降の記述の内、ピチピチパニック、hy4_4yhとしての活動は、それぞれの記事を参照のこと。

## 出演

### 舞台
- 東京メッツ公演（2004年）

### CM
- トミー ミメルプリンター（放映時期不明）
- NTTドコモ（放映時期不明）

## モデル活動

### デジタル写真集
- 制服日和 中島由香利写真集（2003年、イースト・プレス）
- 美少女予報 中島由香利（2003年、イースト・プレス）
- 制服日和ムービー 中島由香利（2004年、SPLASH PRO）